# Manikuyil
Manikuyil es una película dramática tamil de 1993 dirigida por Rajavarman. La película presenta a Murali y Saradha Preetha en los papeles principales, con Goundamani, Senthil, Vijayakumar, Charan Raj, Shanmugasundaram, Kokila, A. K. Veerasamy y C. R. Saraswathi en los papeles secundarios. La película, producida por R. Dhanabhalan, tenía una partitura musical de Ilaiyaraaja y se estrenó el 26 de febrero de 1993.

## Trama
Muthuvelu (Murali) vive con su madre Deivanai (Kokila) y su abuelo (A. K. Veerasamy) en una zona montañosa. A pesar de ser un hombre educado, se gana la vida cosechando miel con métodos tradicionales. El malvado oficial forestal Sundaram (Charan Raj) a menudo se mete en peleas con Muthuvelu. Un día, la chica de la ciudad Kaveri (Saradha Preetha) ve a Muthuvelu cantando una canción. La graba con su cámara de vídeo y luego envía el vídeo a un canal de televisión. La canción de Muthuvelu es televisada por el canal de TV, y se hace popular en poco tiempo; así, se convierte en cantante. Una vez más, Muthuvelu y Sundaram se pelean. Esta vez, Sundaram es suspendido de su trabajo por sus superiores. 
A partir de entonces, Muthuvelu y Kaveri se enamoran. Al principio, el padre de Kaveri, Ramasamy (Shanmugasundaram) acepta su matrimonio. Sundaram entra en su casa fingiendo ser el padre de Muthuvelu. Deivanai afirma que no es su marido y cuando Ramasamy le pregunta por la identidad de su marido, ella se niega a decirlo. Ramasamy se pone firme cuando ella se niega a revelar cualquier información sobre el padre de Muthuvelu. Ramasamy está ahora agradecido a Sundaram y lo nombra para trabajar en su fábrica. 
Más tarde esa noche, Deivanai revela a Muthuvelu que era huérfana y vivió sola toda su vida. Tuvo una aventura secreta con el hombre rico Ratnasabapathy (Vijayakumar), que prometió casarse con ella. Después de eso, Deivanai recibió amenazas de muerte de los parientes de Ratnasabapathy y no tuvo más remedio que dejar la aldea. Una persona de buen corazón, ahora abuelo de Muthuvelu, ayudó a Deivanai y la cuidó como a su propia hija. 
Muthuvelu va en busca de su padre Ratnasabapathy y descubre que ahora está casado y tiene tres hijos. Lo que sucede después forma el quid de la historia. 

## Reparto
- Murali as Muthuvelu
- Saradha Preetha as Kaveri
- Goundamani
- Senthil as Chinna Gounder
- Vijayakumar as Ratnasabapathy
- Charan Raj as Sundaram
- Shanmugasundaram as Ramasamy
- Kokila as Deivanai
- A. K. Veerasamy as Muthuvelu's grandfather
- C. R. Saraswathi as Ratnasabapathy's wife
- Sharmili
- Idichapuli Selvaraj
- Mottai Seetharaman
- Thayir Vadai Desikan
- Chokkalinga Bhagavathar
- Kullamani
- Kulla Appu
- Kulla Murugan
- Gundu Ganesan
- Bonda Mani
- R. K.

- Murali como Muthuvelu
- Saradha Preetha como Kaveri
- Goundamani
- Senthil como Chinna Gounder
- Vijayakumar como Ratnasabapathy
- Charan Raj como Sundaram
- Shanmugasundaram como Ramasamy
- Kokila como Deivanai
- A. K. Veerasamy como el abuelo de Muthuvelu
- C. R. Saraswathi como la esposa de Ratnasabapathy
- Sharmili
- Idichapuli Selvaraj
- Mottai Seetharaman
- Thayir Vadai Desikan
- Chokkalinga Bhagavathar
- Kullamani
- Kulla Appu
- Kulla Murugan
- Gundu Ganesan
- Bonda Mani
- R. K.

## Banda sonora
| Maniyukil                    | Maniyukil    |
| ---------------------------- | ------------ |
| Banda sonora por Ilaiyaraaja |              |
| Lanzamiento                  | 1993         |
| Grabada                      | 1993         |
| Género                       | Banda sonora |
| Duración                     | 28:54        |
| Productor                    | Ilaiyaraaja  |

La partitura de la película y la banda sonora fueron compuestas por el compositor de la película  Ilaiyaraaja. La banda sonora, estrenada en 1993, presenta 6 pistas con letras escritas por Vaali y Ponnadiyan.
| Pista | Canción               | Cantante (s)           | Duración |
| ----- | --------------------- | ---------------------- | -------- |
| 1     | «Ooru Nadodi»         | Mano                   | 4:56     |
| 2     | «Thaneerilay Mugam»   | Mano, Uma Ramanan      | 4:47     |
| 3     | «Vetti Vetti Veru»    | Arunmozhi              | 4:39     |
| 4     | «Adi Marrivantha»     | Malasia Vasudevan      | 4:39     |
| 5     | «Kathal Nilavey»      | Arunmozhi, Uma Ramanan | 5:02     |
| 6     | «Kathal Ennum Vetham» | Malasia Vasudevan      | 4:51     |

## Recepción
Malini Mannath de The New Indian Express dio una crítica negativa a la película diciendo: "la historia carece de frescura, el guion es insípido y la dirección carece de brillo".